# 纳里塔巴里乌帕齐拉
纳里塔巴里是孟加拉国的一个乌帕齐拉，位於迈门辛专区的谢尔布尔县。

## 人口
據1991年孟加拉國人口普查，纳里塔巴里共有人口226332人，其中男性佔比50.75%，女性49.25%；成年人口103043人。該地7歲以上人口之平均識字率為19.5%。